# كاثرين فولوب
كاثرين أماندا فولوب غارسيا (بالإسبانية: Catherine Amanda Fulop García) وتعرف فنيا بالاختصار كاثرين فولوب (بالإسبانية: Catherine Fulop) (11 مارس 1965 بكاراكاس، فنزويلا)، هي ممثلة، مذيعة، عارضة، مصورة ومشاركة في مسابقة ملكة الجمال فنزويلية وتُقيم بالأرجنتين. شاركت في مسابقة ملكة جمال فنزويلا سنة 2009 وحصلت على المركز الرابع.

## حياتها
ولدت كاثرين في كاراكاس بفنزويلا سنة 1965، وهي الابنة الخامسة من الثمان للفنزويلية كليوباترا غارسيا والمجري خورجي فولوب، لها 6 أخوات وأخ واحد.
في 2007، شاركت كاثرين في الموسم الرابع في النسخة الأرجنتينية لبرنامج الرقص مع النجوم، كما كانت من ضمن لجنة تحكيم أرجنتين غوت تالنت لثلاث مرات متتالية من 2008 إلى 2011. عالميا اشتهرت بدور سونيا ريي في تيلينوفيلا طريق الثأر (بالإسبانية: Rebelde Way).
1990، تزوجت كاثرين بالممثل فيرناندو كاريو الذي مثل معها في أبيغيل (بالإسبانية: Abigaíl) سنة 1988، باسيوناريا (بالإسبانية: Pasionaria) سنة 1990، وجه جميل (بالإسبانية: Cara bonita) سنة 1994. وتطلقا سنة 1994، وقالت أنه غير مخلص.
في 1998، تزوجت كاثرين بأوسفالدو ساباتيني، أخ لاعبة التنس السابقة غابرييلا ساباتيني، ووأنجبا طفلين، أوريانا (وُلدت في 19 أبريل 1996) وتيزيانا (وُلدت في 1 يونيو 1999). انفصلا كاثرين وأوسفالدو لمدة وجيزة سنة 2001، ولكن تراجعا، وأقيما ببوينس آيرس، الأرجنتين.
اعتُبِرَت كاثرين فولوب كرمز جنسي في الأرجنتين. وفي 2006، رفضت عرضا من بلاي بوي بسبب والديها.

## أعمالها
| الأفلام   | الأفلام                   | الأفلام                        |
| السنة     | الإسم                     | الإسم الأصلي                   |
| --------- | ------------------------- | ------------------------------ |
| 1994      | نائب ماربيا               | Marbella antivicio             |
| 2005      | مرتقون                    | Mercenarios                    |
| 2007      | ماريغولد                  | Marigold                       |
| 2009      | وحيد في المدينة           | Solos en la ciudad             |
| المسلسلات |                           |                                |
| السنة     | الإسم                     | الإسم الأصلي                   |
| 2008      | بيلز الناجحة              | Los exitosos Pells             |
| 2009      | المرأة المثالية           | La mujer perfecta              |
| 2011      | الوحيدون                  | Los únicos                     |
| 2011      | لأنني أحبك بهذه الطريقة   | Porque te quiero así           |
| 2013      | أنت رجلي                  | Sos mi hombre                  |
| 2013-2014 | تاكسي يحب الصليب          | Taxxi, amores cruzados         |
| 2015      | أرملة وأطفال الروك والرول | Viudas e hijos del Rock & Roll |
| 2016-2017 | أحبك هكذا                 | Por amarte así                 |